# Gran Columnata de Palmira
La Gran Columnata en Palmira fue la principal avenida columnata en la antigua ciudad de Palmira, en el desierto sirio. La columnata fue construida en varias etapas durante el II y III siglo d. C. y se extendía por más de un kilómetro. Partía del Templo de Bel, en el extremo sureste de la ciudad, a la puerta del oeste y al templo funerario en la parte noroeste.
La columnata fue dañada durante la guerra civil siria, especialmente cuando Palmira fue ocupada por el Estado Islámico desde mayo de 2015 hasta marzo de 2016. Sin embargo, gran parte de ella sigue intacta.

## Descripción general
La columnata consta de tres secciones que se construyeron por separado a lo largo de la segundo y tercer siglo d. C. El tramo occidental de la columnata es la más antigua y comenzó en la Puerta Oeste, cerca del templo funerario. La sección oriental se extendía desde el arco monumental en el centro de la ciudad a la entrada del Templo de Bel. La sección central se construyó pensada para conectar las dos columnas separadas. Se reunió el tramo occidental en el Gran Tetrápilo, y el tramo oriental en el arco monumental.

### Sección oeste
La columnata occidental era la primera sección que se construyó. Las inscripciones que se encuentran en algunas columnas confirman que las obras comenzaron antes de 158 d. C. La avenida recta corría en dirección noroeste-sureste y se extendía por 500 metros, siendo el más largo de los tres sectores. El ancho de la avenida principal fue de 11,7 metros, mientras que las calles laterales tenían 7 metros de ancho. Al término occidental de la columnata se encontraba la Puerta Oeste, que fue construido a finales del siglo II. La avenida también estaba conectado en un ángulo recto con la columnata transversal que se extendía hasta la Puerta de Damasco, en el sur.

### Sección este
El sector oriental de la Gran Columnata comenzó en el arco monumental y se extendía en dirección noroeste-sureste hacia el propileo del Templo de Bel. El trabajo sobre la columnata se inició después de la finalización de la propileo en 175 d. C. y continuó hasta el comienzo del siglo III. Esta sección es la más ancha de la Gran Columnata con un ancho uniforme de 22,7 metros en la calle principal y 6,7 metros para las aceras. Un rincón de los témenos del Templo de Nebu fue demolido para permitir a la columnata una línea ininterrumpida hacia el Arco Monumental desde el oeste y un mayor acceso a la sección que lleva al templo de Bel. Un ninfeo fue añadido más tarde a la columnata oriental entre los templos Bel y Nebu.

### Sección media

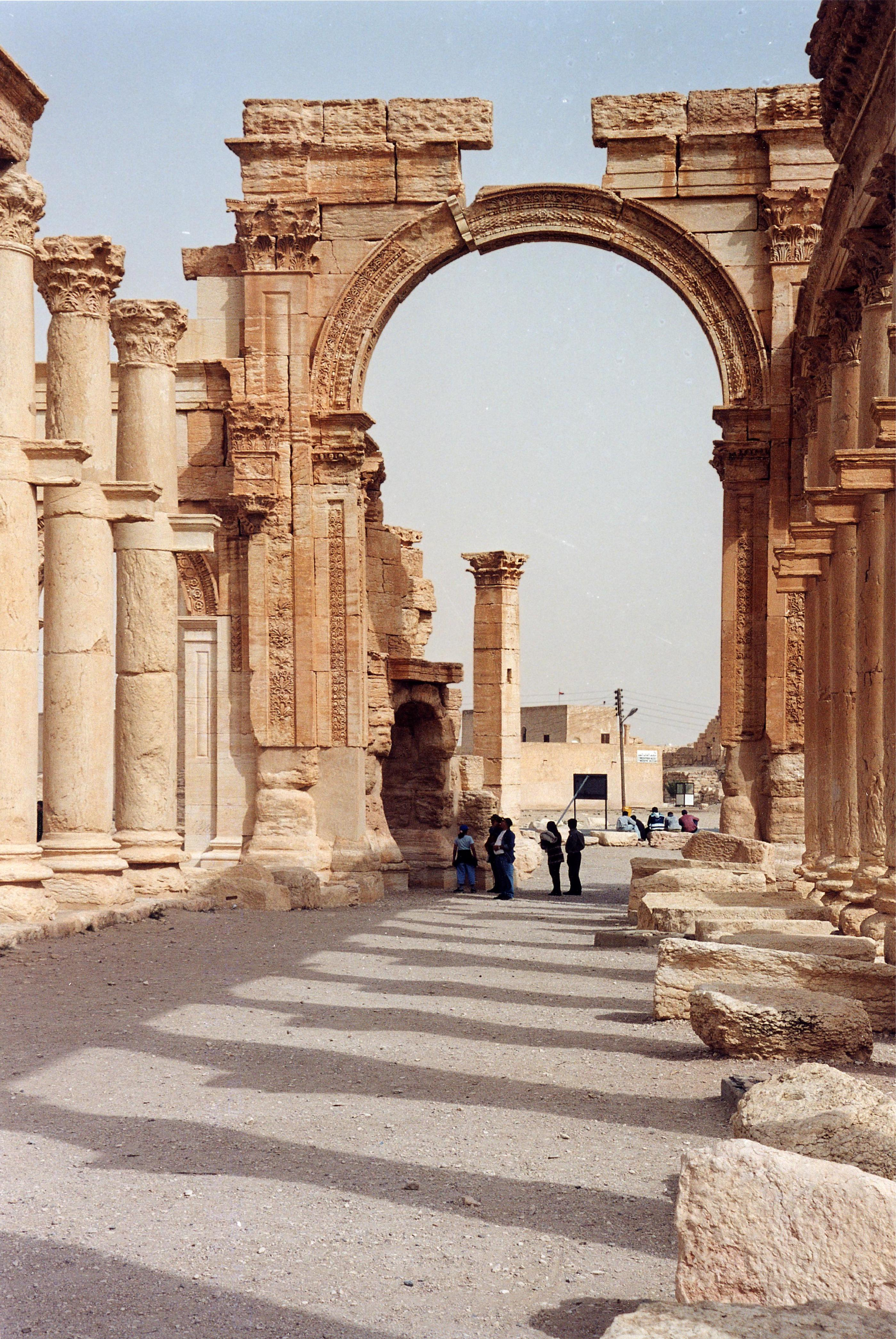
La Gran columnata y el Arco de Triunfo.

La columnata central, que se extiende de este a oeste, fue construida para conectar las dos columnas anteriores. Los trabajos en la avenida central comenzaron desde el arco monumental, donde se reunió con la columnata del este, en algún momento a principios del siglo III. La sección se extendía hasta el Gran Tetrápilo donde se reunió la columnata occidental en una plaza ovalada. La columnata central también incorpora el pórtico de los baños. La sección central de la Gran Columnata se convirtió en el más importante con varios edificios civiles agrupados alrededor de ella, incluyendo el caesareum, el teatro, las termas y el Templo de Nebu. La anchura de la calle principal varía de 14 metros en la parte más ancha cerca de la tetrápilo, a 10 metros cuando se llega al arco monumental. Las aceras también varían en anchura entre 6,3 a 7 metros de la acera norte y 6,8 a 8,95 metros para el sur.

## Arquitectura y significado

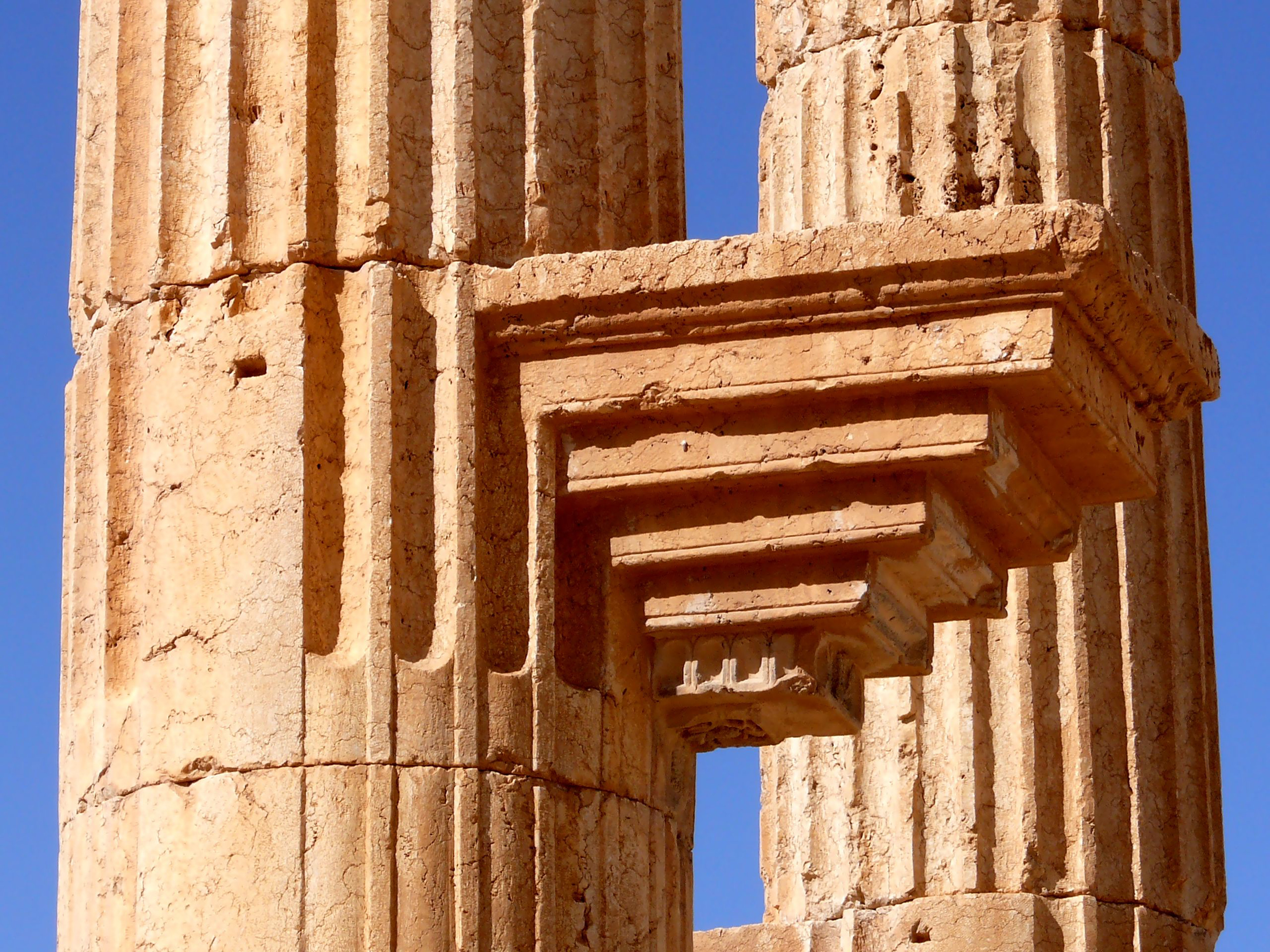
Un soporte fijo en una de las columnas de la columnata.

Las primeras columnas de la columnatas, sobre todo en el tramo occidental, se construyeron usando la técnica de construcción clásica opus emplectum. Las columnas constaban de seis a ocho secciones cortas. Esta técnica fue reemplazada gradualmente, desde los 220s, por lo que el historiador Marek Barański denominó opus Palmyrenum. En la técnica más reciente, se observa en los tramos medio y orientales de la columnata, utiliza tres largos segmentos en lugar de los tambores cortos. La técnica permite que la construcción sea significativamente más rápido en el momento.
Las columnas corintias fueron equipados con soportes decorativos que llevaban inscripciones dedicatorias. Los soportes se utilizaban para sostener estatuas de bronce de figuras importantes. Fueron descubiertas inscripciones dedicatorias a Zenobia y Odenato que datan de entre 257 y 267 en columnas instaladas en frente del teatro.

## Galería

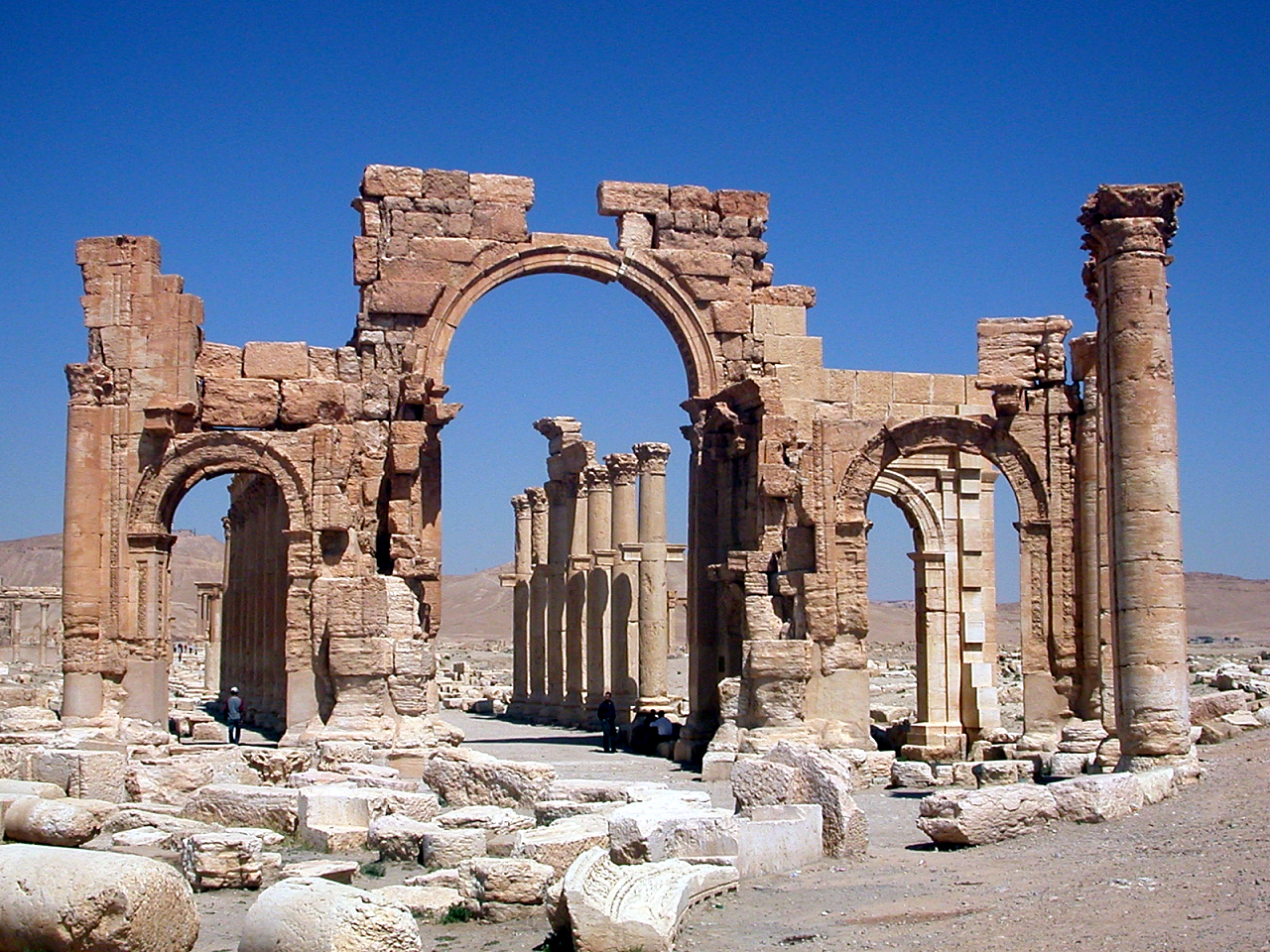
El Arco monumental que une las secciones este y central de la columnata.
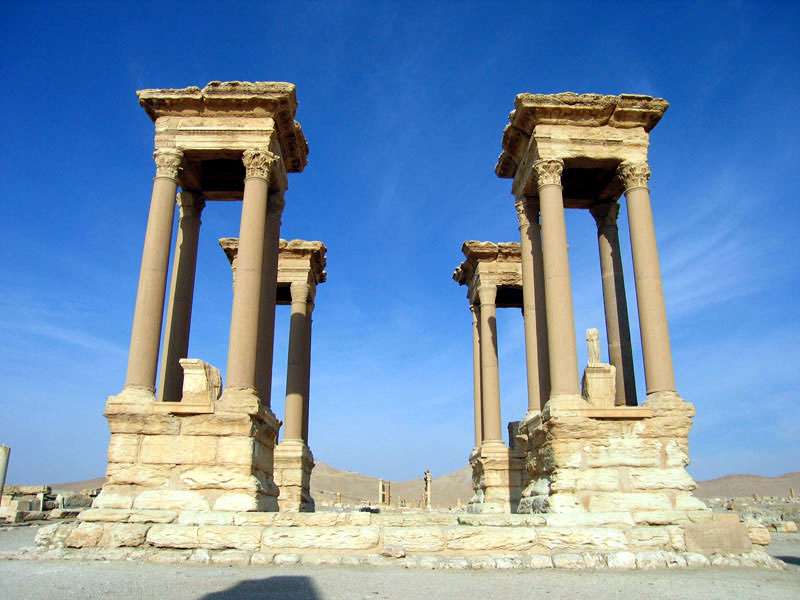
El Gran Tetrápilo que une las secciones oeste y central de la columnata.
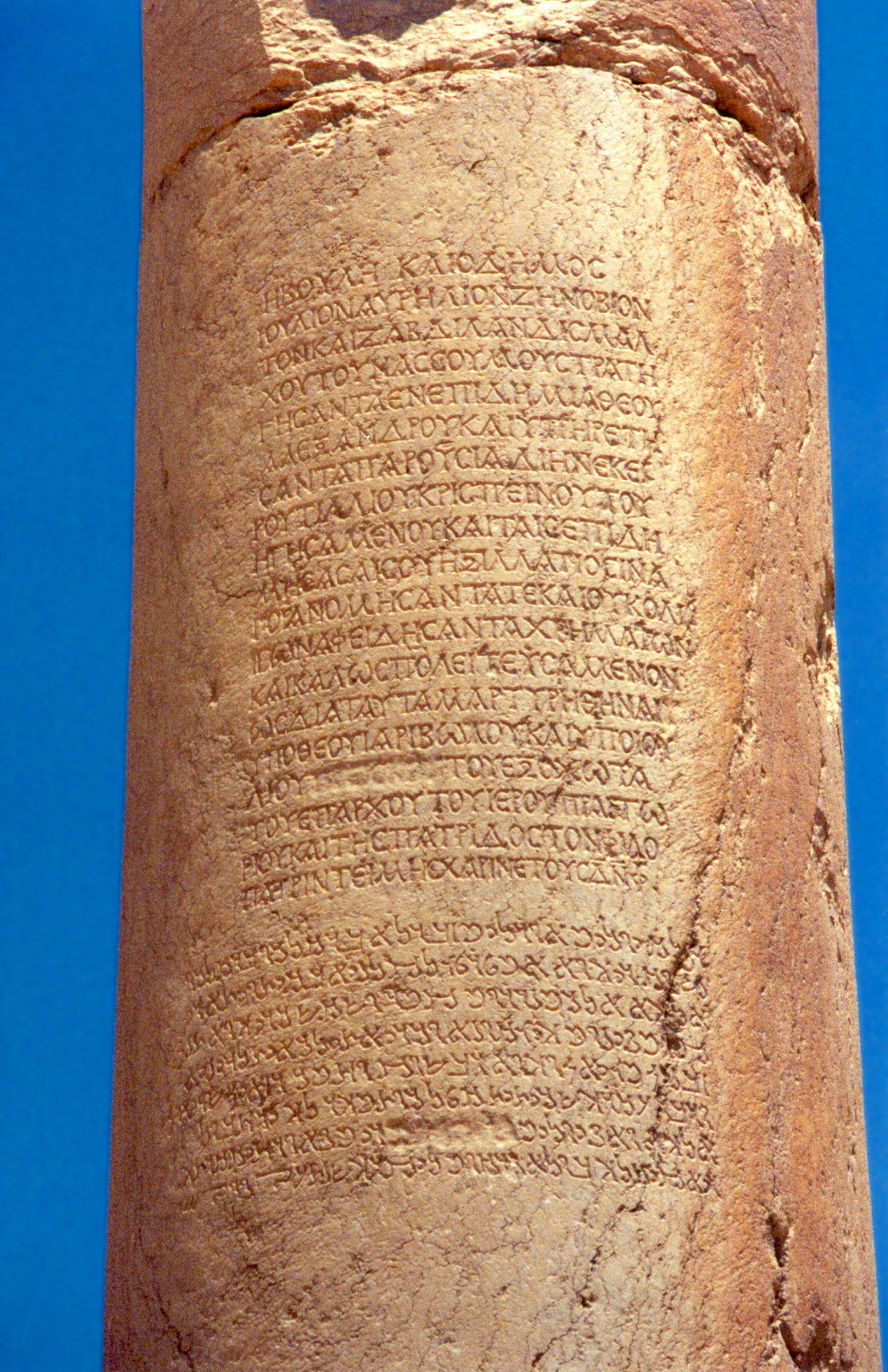
Una inscripción dedicatoria en una de las columnas.
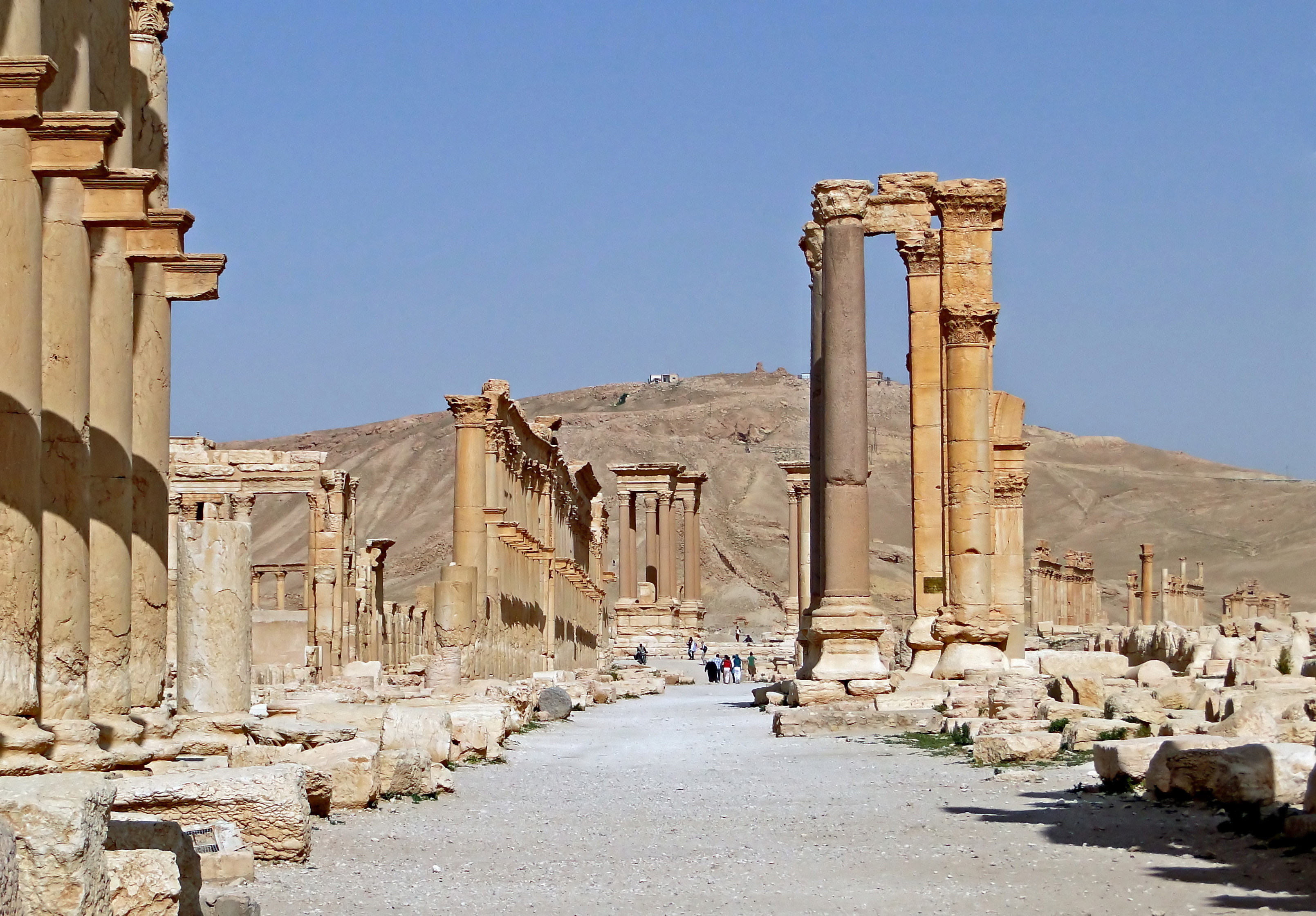
La columnata central con la la vista al oeste hacia el Gran Tetrápilo.
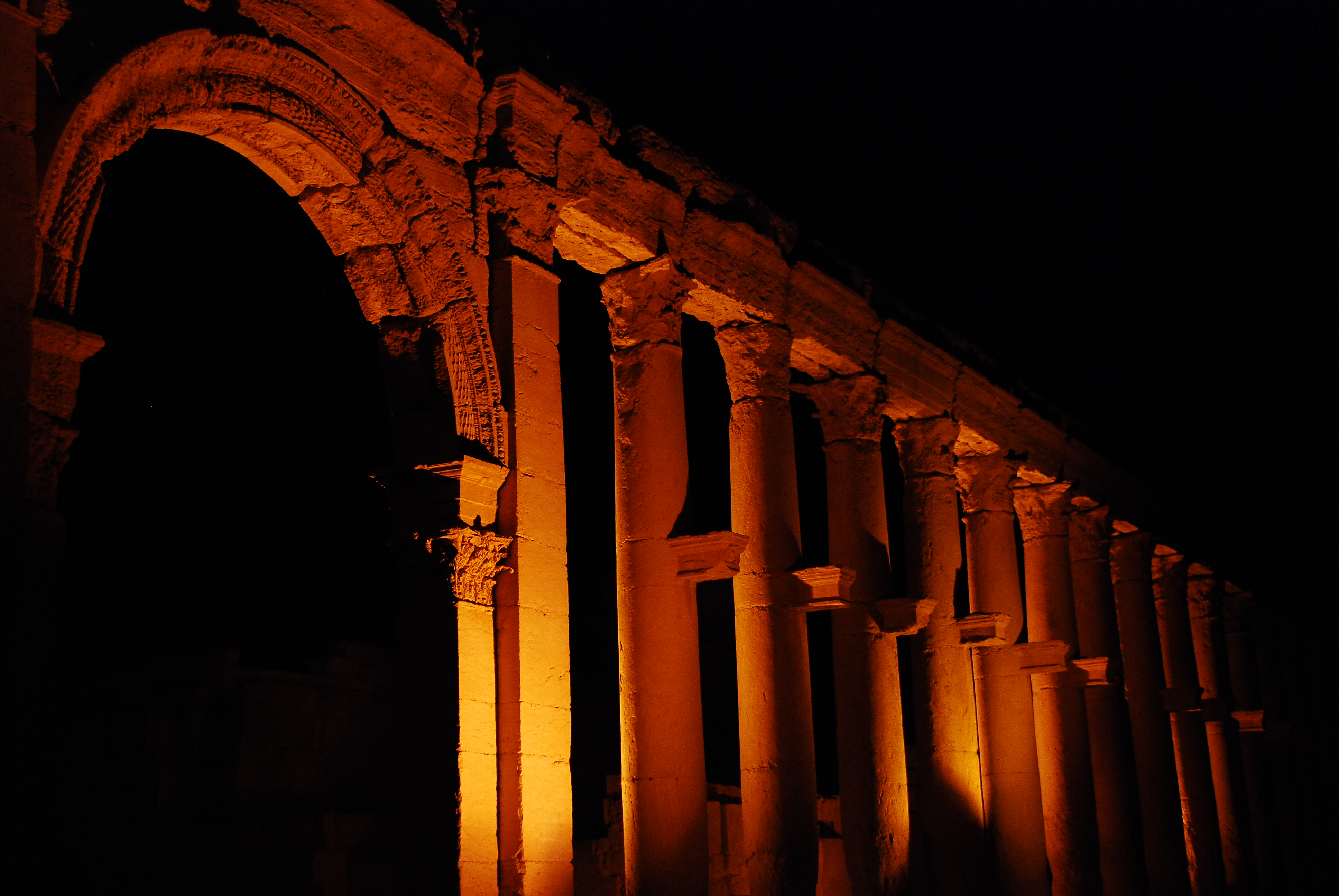
La columnata monumental por la noche.
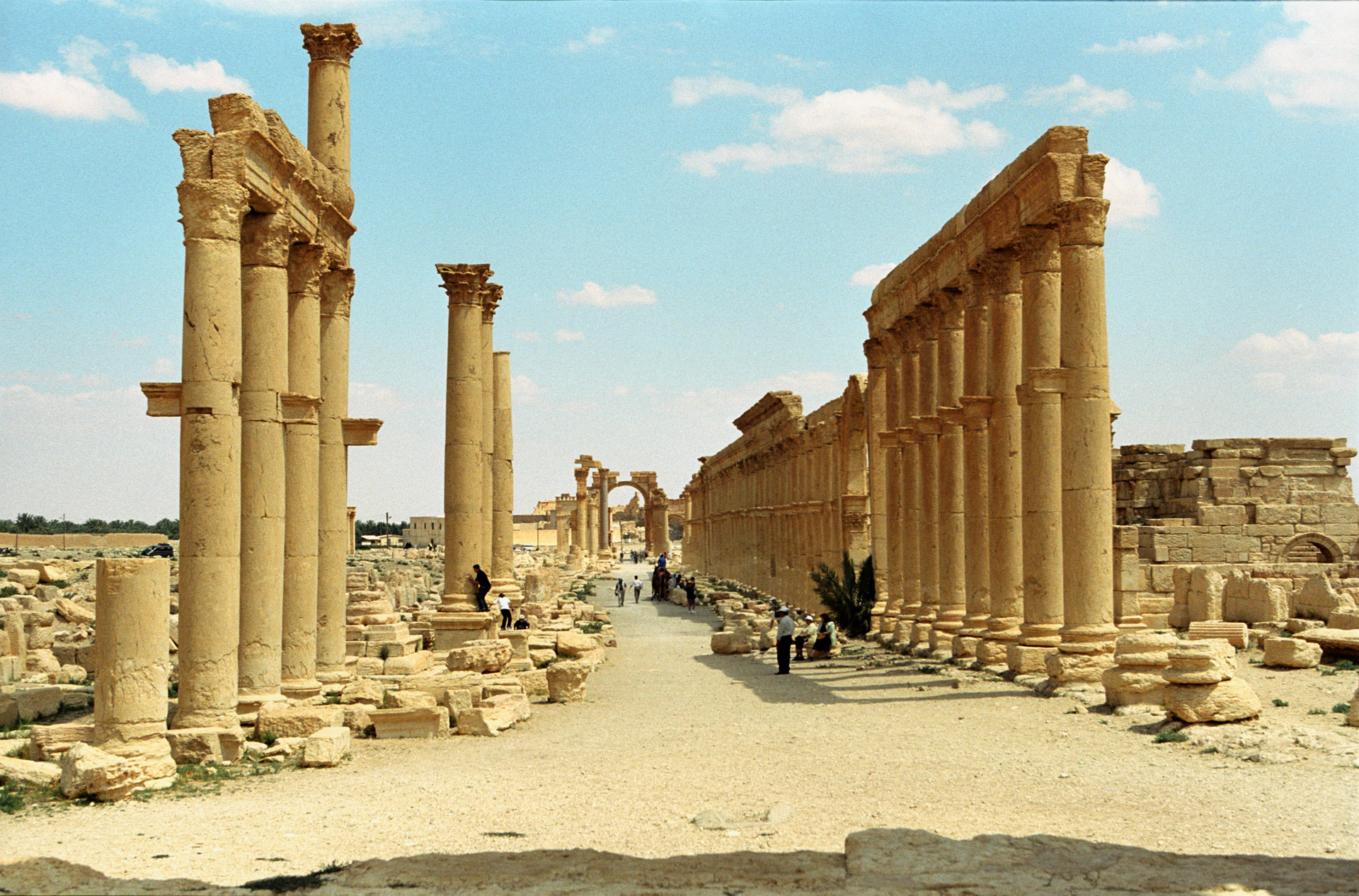
La columnata central con el arco monumental mirando hacia el este.
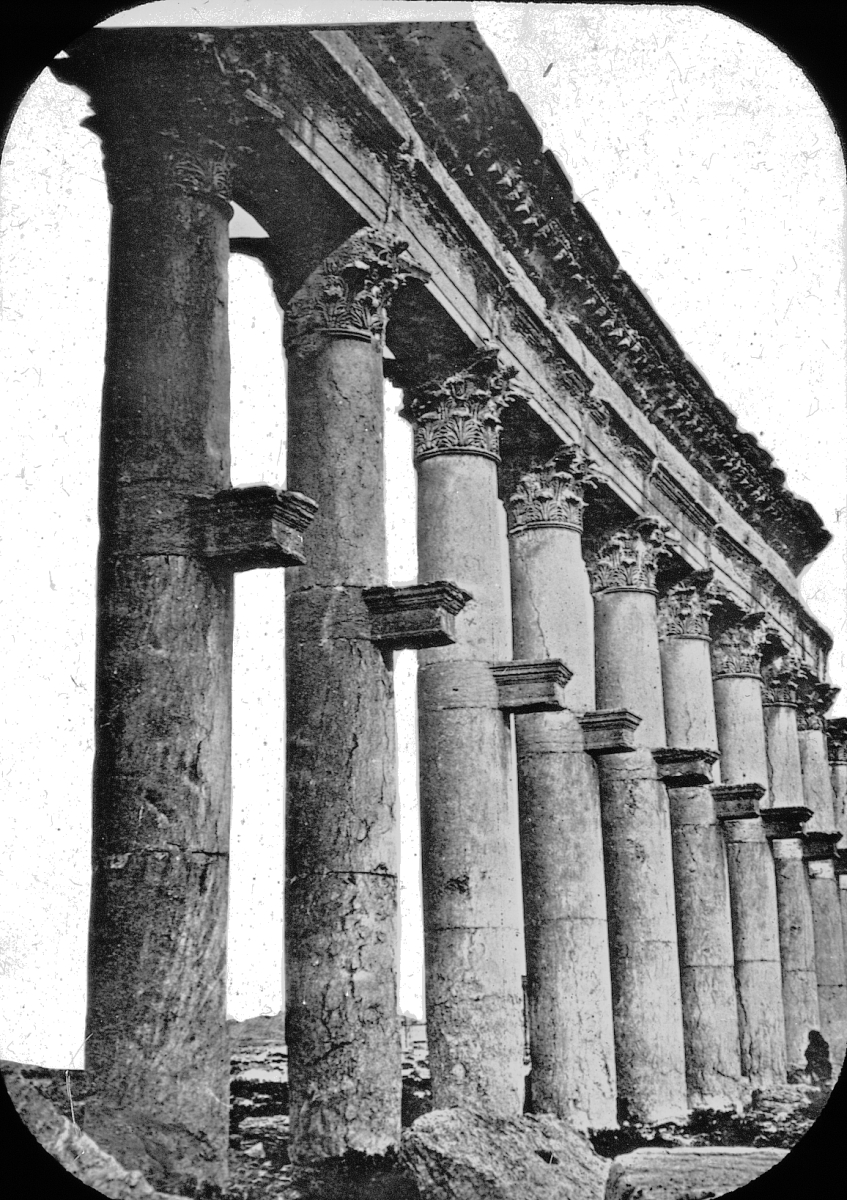
Palmira, Siria. Columnata, siglo 19, Museo de Brooklyn.